# Добжиньский, Збигнев
Збигнев Леопольд Добжиньский (пол. Zbigniew Dobrzynski; 15 ноября 1935, Варшава, Польская Республика — 14 мая 1984, там же, ПНР) — польский театральный деятель, актёр театра и кино, эсперантист. Заслуженный деятель культуры Польши.

## Биография
С 1955 года работал механиком сцены.
В 1957—1958 годах играл на сцене Любусного театра в Зелёна-Гура.
В 1962 году окончил Государственное высшее театральное училище им. Леона Шиллера. С 1966 года — актёр столичных Польского, Варшавского театра «Студио» (1967—1971), Людовы, Классического (ныне Театр-студия Станислава Игнация Виткевича) и Мазовецкого театров.
С 1970 года занимался организацией шоу и гала-концертов по случаю проведения политических съездов и юбилеев.
В 1971 году создал Польский эсперанто-театр им. Антони Грабовского, с которым выступал, среди прочего в США , Бельгии, Нидерландах , Дании и Швеции. Член Польской ассоциации эсперантистов.
Снимался в кино. Сыграл в около 20 фильмах.

## Фильмография

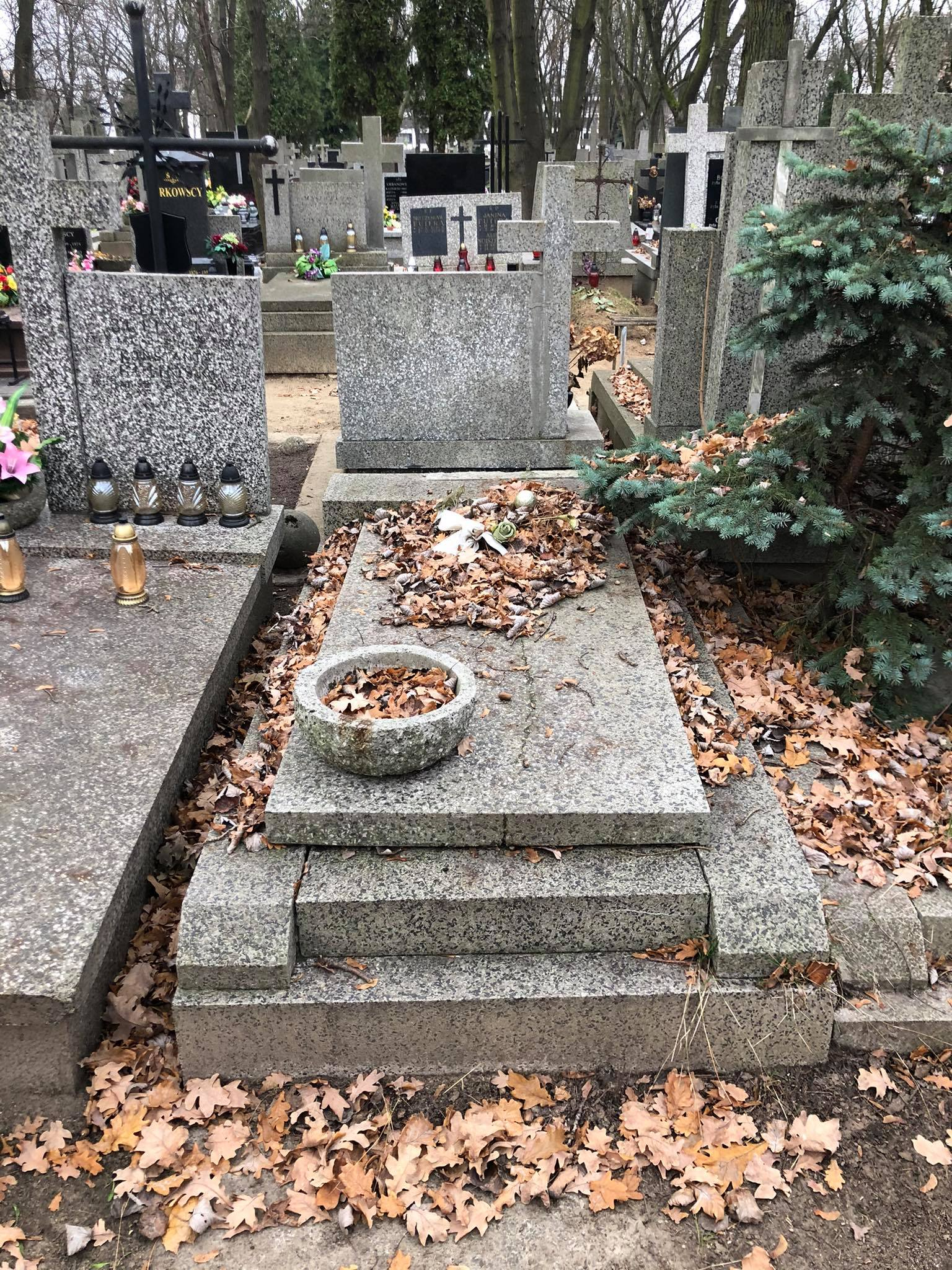
Могила актёра

- 1971: Счастливого пути, любимый! / Szerokiej drogi, kochanie — милиционер
- 1970: Приключения пса Цивиля / Przygody psa Cywila — офицер в штабе
- 1970: Польский альбом / Album polski — бывший узник концлагеря
- 1970: Ловушка / Pułapka — сержант Вёнчек
- 1969: Дорожные знаки / Znaki na drodze — Мика, водитель
- 1969: Соседи/ Sąsiedzi
- 1968: Волчье эхо / Wilcze echa — Витольд Щитко
- 1966: Ущелье ведьм / Ściana Czarownic — Анджей Газда
- 1965:	Пинг-понг / Ping-pong — Михал
- 1965: Катастрофа / Katastrofa — Томаш
- 1964: Закон и кулак /Prawo i pięść — Рудловский
- 1964: Неизвестный / Nieznany — Стефаньский
- 1963:	Разводов не будет / Rozwodów nie będzie — Марек
- 1963: Старая вражда / Mam tu swój dom — Куба, сын семьи Форнальчиков
- 1962: Взорванный мост / Zerwany most
- 1961:	Против богов / Przeciwko bogom — лётчик
- 1961: Безмолвные следы / Milczące ślady — хорунжий Клоса
- 1960:	Цена одного преступления / Historia współczesna — редактор

Телевизионные сериалы
- 1970: Приключения пса Цивиля / Przygody psa Cywila
- 1970: Доктор Эва / Doktor Ewa — Якуб
- 1965: Подпольный фронт / Podziemny front

Похоронен на Брудновском кладбище в Варшаве.